# Haruki Murakami
Haruki Murakami (村上 春樹 Murakami Haruki?) (Kioto, 12 de enero de 1949) es un escritor y traductor japonés, autor de novelas, relatos y ensayos. Sus libros han generado críticas positivas y obtenido numerosos premios, incluidos el Franz Kafka (2006), el Mundial de Fantasía (2006), el Jerusalén (2009), el Hans Christian Andersen de Literatura (2016) y el Princesa de Asturias de las Letras (2023). Traducida a cincuenta idiomas y a veces criticada por el establishment literario japonés como no japonesa, su obra está influida por el surrealismo y se centra en temas como la soledad y la alienación. Es considerado una figura importante en la literatura posmoderna. The Guardian ha situado a Murakami "entre los mayores novelistas de la actualidad". Ha sido considerado candidato al Premio Nobel de Literatura en repetidas ocasiones, sin haber obtenido todavía el galardón. 

## Biografía
Aunque nació en Kioto, vivió la mayor parte de su juventud en Hyogo. Su padre era hijo de un sacerdote budista y su madre de un comerciante de Osaka. Ambos enseñaban literatura japonesa.
Desde la juventud Murakami estuvo muy influido por la cultura occidental, en particular, por la música y literatura. Creció leyendo numerosas obras de autores estadounidenses, como Kurt Vonnegut y Richard Brautigan. Son esas influencias occidentales las que a menudo distinguen a Murakami de otros escritores japoneses.
Estudió literatura y teatro griegos en la Universidad de Waseda (Soudai), donde conoció a su esposa, Yoko. Aunque apenas iba a la universidad, trabajaba en una tienda de discos en Shinjuku (tal como uno de sus personajes principales, Toru Watanabe de Norwegian Wood) y pasaba mucho tiempo en unos bares de jazz en Kabukicho, Shinjuku. Antes de terminar sus estudios, Murakami abrió el bar de jazz Peter Cat ('Gato Pedro') en Kokubunji, Tokio, que regentó junto con su esposa desde 1974 hasta 1981. La pareja decidió no tener hijos en parte porque "no tengo la confianza, que la generación de mis padres tuvo después de la guerra, de que el mundo seguiría mejorando". Cabe acotar que el apellido Murakami es un apellido bastante difundido en Japón, originario de varios clanes samuráis.

## Carrera como escritor
En 1988, con el enorme éxito de su novela Norwegian Wood (Tokio blues), abandonó Japón para vivir en Europa y Estados Unidos, pero regresó a Japón en 1995, tras el terremoto de Kōbe y el ataque terrorista de gas sarín que la secta japonesa Verdad Suprema perpetró en el metro de Tokio. Más tarde Murakami escribiría sobre ambos sucesos.
La ficción de Murakami, que a menudo es tachada en Japón de literatura pop, es humorística y surreal, y al mismo tiempo refleja la soledad y el ansia de amor en un modo que conmueve a lectores tanto orientales como occidentales. Dibuja un mundo de oscilaciones permanentes, entre lo real y lo onírico, entre el gozo y la oscuridad. Cabe destacar la influencia de los autores que ha traducido, como Raymond Carver, F. Scott Fitzgerald o John Irving, a los que considera sus maestros. 
Muchas novelas suyas tienen, además, temas y títulos referidos a una canción particular como Dance, Dance, Dance (de The Dells), Norwegian Wood (los Beatles), y South of the Border, West of the Sun (la primera parte es el título de una canción de Nat King Cole). Esta afición, la música, recorre toda su obra.
Murakami es aficionado al deporte: participa en maratones y triatlón, aunque no empezó a correr hasta los 33 años. El 23 de junio de 1996 completó su primer ultramaratón, una carrera de 100 kilómetros alrededor del lago Saroma en Hokkaido (Japón). Aborda su relación con el deporte en De qué hablo cuando hablo de correr (2008).
A finales del 2005, Murakami publica la colección de cuentos Tōkyō Kitanshū, traducido libremente como Misterios tokiotas. Más tarde editó una antología de relatos llamada Historias de cumpleaños, que incluye textos de escritores angloparlantes, además de uno suyo preparado especialmente para este libro.
El 13 de abril de 2023, tras seis años desde su última novela, publica en Japón La ciudad y sus muros inciertos, una extensión de uno de sus primeros relatos con el mismo nombre.

## Obras

### Novelas
| Título original japonés                                                                                 | Año  | Título en español (año de publicación) En inglés (año de publicación)                                                           | Traductor al español Al inglés                                          |
| --- | ---- | --- | ----------------------------------------------------------------------- |
| 風の歌を聴け Kaze no uta wo kike                                                                        | 1979 | Escucha la canción del viento (2015, Tusquets)                                                                                  | Lourdes Porta                                                           |
| 1973年のピンボール 1973-nen no pinbōru                                                                  | 1980 | Pinball 1973 (2015, Tusquets)                                                                                                   | Lourdes Porta                                                           |
| 羊をめぐる冒険 Hitsuji wo meguru bōken                                                                  | 1982 | La caza del carnero salvaje (1992, Anagrama; 2016, Tusquets) A Wild Sheep Chase (1989)                                          | Fernando Rodríguez-Izquierdo - Gabriel Álvarez Martínez Alfred Birnbaum |
| 世界の終りとハードボイルド・ワンダーランド Sekai no owari to hādoboirudo wandārando                     | 1985 | El fin del mundo y un despiadado país de las maravillas (2009, Tusquets) Hard-Boiled Wonderland and the End of the World (1991) | Lourdes Porta Alfred Birnbaum                                           |
| ノルウェイの森 Noruwei no mori                                                                          | 1987 | Tokio blues (Norwegian Wood) (2005, Tusquets) Norwegian Wood (2000)                                                             | Lourdes Porta Jay Rubin                                                 |
| ダンス・ダンス・ダンス Dansu dansu dansu                                                                | 1988 | Baila, baila, baila (2012, Tusquets) Dance Dance Dance (1994)                                                                   | Gabriel Álvarez Alfred Birnbaum                                         |
| 国境の南、太陽の西 Kokkyō no minami, taiyō no nishi                                                     | 1992 | Al sur de la frontera, al oeste del sol (2003, Tusquets) South of the Border, West of the Sun (2000)                            | Lourdes Porta Philip Gabriel                                            |
| ねじまき鳥クロニクル Nejimaki-dori kuronikuru                                                           | 1994 | Crónica del pájaro que da cuerda al mundo (2001, Tusquets) The Wind-Up Bird Chronicle (1997)                                    | Lourdes Porta y Junichi Matsuura Jay Rubin                              |
| スプートニクの恋人 Supūtoniku no koibito                                                                | 1999 | Sputnik, mi amor (2002, Tusquets) Sputnik Sweetheart (2001)                                                                     | Lourdes Porta y Junichi Matsuura Philip Gabriel                         |
| 海辺のカフカ Umibe no Kafuka                                                                            | 2002 | Kafka en la orilla (2006, Tusquets) Kafka on the Shore (2005)                                                                   | Lourdes Porta Philip Gabriel                                            |
| アフターダーク Afutā Dāku                                                                               | 2004 | After Dark (2008, Tusquets) After Dark (2007)                                                                                   | Lourdes Porta Jay Rubin                                                 |
| 1Q84 Ichi-kyū-hachi-yon                                                                                 | 2009 | 1Q84 (2011, Tusquets) 1Q84 (2011)                                                                                               | Gabriel Álvarez Jay Rubin y Philip Gabriel                              |
| 色彩を持たない多崎つくると、彼の巡礼の年 Shikisai wo motanai Tazaki Tsukuru to, Kare no Junrei no Toshi | 2013 | Los años de peregrinación del chico sin color (2013, Tusquets) Colorless Tsukuru Tazaki and His Years of Pilgrimage (2014)      | Gabriel Álvarez Philip Gabriel                                          |
| 騎士団長殺し Kishidancho Goroshi                                                                        | 2017 | La muerte del comendador (2018, libro 1; 2019, libro 2; Tusquets) Killing Commendatore                                          | Yoko Ogihara y Fernando Cordobés Philip Gabriel y Ted Goossen           |
| 街とその不確かな壁 Machi to sono futashika na kabe                                                      | 2023 | La ciudad y sus muros inciertos (2024, Tusquets)                                                                                | Juan Francisco González Sánchez                                         |

### Colecciones de relatos
| Título original japonés                                     | Año  | Título en español (año de publicación) En inglés (año de publicación) | Traductor al español Al inglés                               |
| ----------------------------------------------------------- | ---- | --- | ------------------------------------------------------------ |
| 象の消滅 Zō no shōmetsu                                     | 2005 | El elefante desaparece (2016, Tusquets) The Elephant Vanishes (1993) 17 relatos (1980-1991) | Fernando Cordobés y Yoko Ohigara Alfred Birnbaum y Jay Rubin |
| 神の子どもたちはみな踊る Kami no kodomo-tachi ha mina odoru | 2000 | Después del terremoto (2013, Tusquets) After the quake (2002) 6 relatos (1999-2000) | Lourdes Porta Jay Rubin                                      |
| めくらやなぎと眠る女 Mekurayanagi to nemuru onna            | 2009 | Sauce ciego, mujer dormida (2008, Tusquets) Blind Willow, Sleeping Woman (2006) 24 relatos (1980-2005) | Lourdes Porta Philip Gabriel y Jay Rubin                     |
| 女のいない男たち Onna no inai otokotachi                    | 2014 | Hombres sin mujeres (2015, Tusquets) Men Without Women (2017) 6 relatos en la edición original 7 relatos en la edición de Tusquets (incluye "Samsa enamorado", aparecido primero en la antología Koishikute: Ten Selected Love Stories, de 2013) | Gabriel Álvarez Martínez Philip Gabriel y Ted Goossen        |
| 一人称単数 Ichininsho tansu                                 | 2020 | Primera persona del singular (2021, Tusquets) First Person Singular (2021) 8 relatos | Juan Francisco González Sánchez Philip Gabriel               |

### No ficción
- Underground (アンダーグラウンド, 1997-1998), Tusquets, 2014. Traducción de Fernando Cordobés y Yoko Ogihara.
- Retratos de jazz (ポートレイト・イン・ジャズ, 1997-2001), Tusquets, 2025. Traducción de Juan Francisco González Sánchez. Ilustraciones de Makoto Wada.
- De qué hablo cuando hablo de correr (走ることについて語るときに僕の語ること, 2007), Tusquets, 2010. Traducción de Francisco Barberán.
- De qué hablo cuando hablo de escribir (職業としての小説家, 2015), Tusquets, 2017. Traducción de Fernando Cordobés y Yoko Ogihara.
- 村上Ｔ　僕の愛したＴシャツたち ("Murakami T. Las camisetas que me encantaron", 2020). Sin traducción al español. Publicado en inglés como Murakami T. The Tshirts I Love, con la traducción de Philip Gabriel.[7]

### Cuentos ilustrados
- Sueño (眠り, 1990), traducido al español por Lourdes Porta e ilustrado por Kat Menschik. Publicado por Libros del Zorro Rojo en 2013.[8] Relato incluido en la colección El elefante desaparece.
- La biblioteca secreta (図書館奇譚, 1990), traducido al español por Lourdes Porta e ilustrado por Kat Menschik. Publicado por Libros del Zorro Rojo en 2014.[9] Relato no incluido en las cuatro colecciones de cuentos publicadas por Murakami.
- Asalto a las panaderías (パン屋を襲う, 1990), traducido al español por Lourdes Porta e ilustrado por Kat Menschik. Publicado por Libros del Zorro Rojo en 2015.[10] Incluye dos relatos: "Asaltar la panadería" y "Asaltar de nuevo la panadería". Este último, traducido como "Nuevo ataque a la panadería", está incluido en la colección El elefante desaparece.
- La chica del cumpleaños (バースデイ・ガール, 2002), traducido al español por Lourdes Porta e ilustrado por Kat Menschik. Publicado como volumen independiente por Tusquets en 2018.[11] El relato fue incluido antes en el volumen Sauce ciego, mujer dormida (2008).
- Tony Takitani (トニー滝谷, 1990). Traducido al español por Lourdes Porta e ilustrado por Ignasi Font. Publicado como volumen independiente por Tusquets en 2019. Relato antes incluido en Sauce ciego, mujer dormida (2008).

### Diálogo
- ウォーク・ドント・ラン ("Camina, no corras", 1981). Con Ryu Murakami. Sin traducción al español.
- 村上春樹、河合隼雄に会いにいく ("Haruki Murakami se encuentra con Hayao Kawai", 1996). Sin traducción al español.
- みみずくは黄昏に飛びたつ ("Los búhos vuelan al anochecer", 2017). Con Mieko Kawakami. Sin tradución al español.
- Música, solo música (小澤征爾さんと、音楽について話をする, 2011). Con Seiji Ozawa. Tusquets, 2020. Traducción de Fernando Cordobés y Yoko Ogihara.

### Otros
- 「そうだ、村上さんに聞いてみよう」と世間の人々が村上春樹にとりあえずぶっつける282の大疑問に果たして村上さんはちゃんと答えられるのか? ("¿Podrá Murakami responder adecuadamente a las 282 grandes preguntas que la gente en el mundo le hace? Sí: preguntémosle a Murakami", 2000). Sin traducción al español.
- 「これだけは、村上さんに言っておこう」と世間の人々が村上春樹にとりあえずぶっつける330の質問に果たして村上さんはちゃんと答えられるのか? ("¿Podrá Murakami responder adecuadamente a las 330 preguntas que la gente en el mundo le hace? Sí: preguntémosle a Murakami", 2006). Sin traducción al español.
- 「ひとつ、村上さんでやってみるか」と世間の人々が村上春樹にとりあえずぶっつける490の質問に果たして村上さんはちゃんと答えられるのか? ("¿Podrá Murakami responder adecuadamente a las 490 preguntas que la gente en el mundo le hace? Sí: preguntémosle a Murakami", 2006). Sin traducción al español.
- 村上さんのところ ("El lugar de Murakami", 2015), Sin traducción al español. Compilación de 473 preguntas de los lectores de Murakami y sus respectivas respuestas en el sitio de internet lanzado para ese fin del 15 de enero al 13 de mayo de 2015. La versión electrónica del libro incluye 3716 preguntas.[12]

## Premios
- Premio Noma de Literatura (1982) por La caza del carnero salvaje
- Premio Tanizaki (1985) por El fin del mundo y un despiadado país de las maravillas
- Premio Franz Kafka (2006)
- Premio Jerusalén (2009)
- Premio Hans Christian Andersen de Literatura (2016)
- Premio Princesa de Asturias de las Letras (2023)

## Entrevistas
- "Nosotros los japoneses" (2004). Selección de las respuestas que Murakami dio a John Wry en su entrevista para The Paris Review 182.
- "Escribo cosas raras, muy raras" (2007). Por Juana Libedinsky para La Nación.
- "Mis libros triunfan en el caos" (2009). Por Jesús Ruiz Mantilla para El País.
- "Haruki Murakami. Corredor de fondo" (2009). Por David Morán para Rockdelux.
- "Haruki Murakami" (2011). Por Martín Oehlen y Sabine Vogel para El Cultural.
- "Murakami: es candidato al Nobel pero se siente un patito feo" (2014). Por Steven Poole para The Guardian.
- "Murakami, el escritor que seguirá corriendo por el Nobel de Literatura" (2014). Por Xavi Ayén para Las 2 Orillas.
- "Doctor Murakami, ¿me escucha?" (2015). Por Xavi Ayén para La Vanguardia.
- "Me gusta planchar" (2018). Por Sarah Lyall para The New York Times.
- "Soy fan de la literatura de Gabriel García Márquez" (2018). Por Gabriel Flores para El Comercio.
- "El trabajo de un novelista es soñar despierto" (2019). Por Raquel Garzón para El País Semanal.
- "Puerta en la oscuridad: entrevista con Haruki Murakami" (2022). Por Xavi Ayén para Confabulario.